# Armadillo Peak
Der Armadillo Peak ist eine 2210 m hohe, 7,5 Millionen Jahre alte Caldera, etwa 3 km nördlich des Bourgeaux Creek und nordöstlich des Raspberry Pass in der kanadischen Provinz British Columbia. Er liegt südlich des Mount Edziza im Mount Edziza Provincial Park und überlappt sich mit dem Zentralvulkan des Ice Peak, welcher im Alt-Pleistozän entstand. Die Caldera ist großflächig von Gletschern zerstört worden. Sie ist Teil des Mount Edziza Volcanic Complex, der aus basaltischen Lavaströmen besteht.